# Alexis von Roenne
Alexis Peter Wilhelm Hugo Freiherr von Roenne, né le 22 février 1903 à Tuckum dans le gouvernement de Courlande, et exécuté le 12 octobre 1944 à Berlin, est un colonel de la Wehrmacht, officier du renseignement militaire allemand, et l'un des principaux conseillers d'Hitler au sein de l'Abwehr.
Antinazi par conviction, et proche de plusieurs conspirateurs du complot du 20 juillet 1944 auquel il ne semble cependant pas avoir pris part, il est arrêté et condamné à mort.

## Biographie
Au début de la Seconde Guerre mondiale, Alexis von Roenne travaille pour l'Abteilung Fremde Heere au sein de l'Oberkommando des Heeres, responsable de la reconnaissance militaire du front occidental et plus tard de la façade atlantique.
En mars 1943, il est nommé colonel à la tête du département. À cette époque, Hitler a encore une totale confiance dans l'expertise de Roenne et, en 1943, celui-ci convainc l'état-major de l'authenticité de l'opération Mincemeat.
Cependant, Alexis von Roenne croit en des valeurs chrétiennes qui s'opposent au nazisme. Tout comme Wilhelm Canaris et le cercle de Kreisau, il est convaincu que la mort de Hitler et la victoire des Alliés n’entraîneraient pas la ruine de l'Allemagne.
À cause de scrupules liés à sa foi, Alexis von Roenne ne participe pas à l'attentat contre Hitler, mais il en a connaissance par son réseau amical. Il est arrêté immédiatement après le 20 juillet, puis libéré dans un premier temps, mais finalement emprisonné deux semaines plus tard. On lui propose de réprimer la résistance française, mais il refuse.
Au cours de son interrogatoire par la Gestapo, il déclare que la politique raciale du Reich est incompatible avec ses valeurs chrétiennes.
Il est condamné à mort le 5 octobre 1944 par le Volksgerichtshof et pendu le 12 octobre 1944 dans la prison de Plötzensee.